# Constitución Meiji

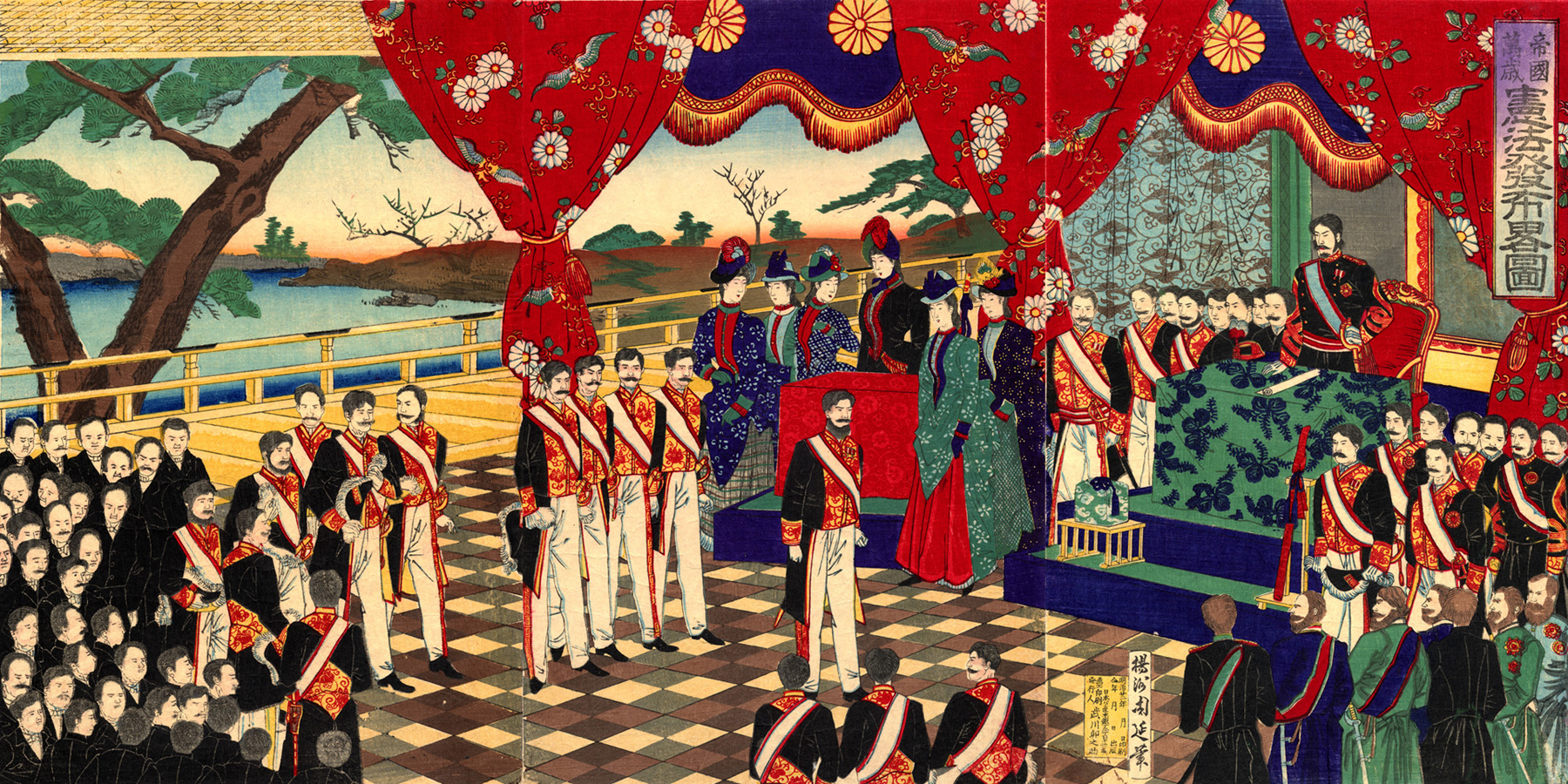
Promulgación de la Constitución Meiji, por Toyohara Chikanobu.

La Constitución del imperio de Japón (Kyūjitai: 大日本帝國憲法 Shinjitai: 大日本帝国憲法 Dai Nippon Teikoku Kenpō?), conocido informalmente como la Constitución Meiji (明治憲法 Meiji Kenpō?), fue la carta magna que rigió en el Imperio de Japón desde el 29 de noviembre de 1890 hasta el 2 de mayo de 1947. Según el orientalista francés Lionel Babicz, «la Constitución Meiji fue un matrimonio entre el constitucionalismo y el absolutismo, destinado a reforzar la unidad nacional alrededor del emperador».

## Antecedentes
Con la restauración Meiji se restableció el poder político directo del emperador por primera vez en más de un milenio, abriéndose así un periodo (la Era Meiji) en el que Japón experimentó amplias reformas políticas y sociales basadas en modelos occidentales encaminadas a situar a Japón al nivel de las naciones más avanzadas.
Antes de la adopción de la Constitución de Meiji, Japón no había tenido en la práctica escrita ninguna Constitución. Originalmente, su sistema jurídico de inspiración China conocido como  ritsuryō había sido promulgado en el siglo VII; describía un gobierno basado en una burocracia meritocrática, bajo la autoridad suprema del emperador de Japón y organizada siguiendo modelos chinos.

## Historia

### Elaboración
La elaboración de la Constitución duró más de siete años y se mantuvo en el más estricto secreto. El objetivo era conciliar los principios del régimen imperial de derecho divino con los de una monarquía constitucional. «El resultado fue un texto ambiguo y contradictorio», afirma el orientalista francés Lionel Babicz.
El 21 de octubre de 1881, Itō Hirobumi fue designado para presidir una oficina del gobierno para investigar diversas formas de gobierno constitucional, y en el año 1882 Itō condujo una misión en el extranjero para observar y estudiar diversos sistemas de primera mano. La Constitución de Estados Unidos fue rechazada como "demasiado liberal", la del Reino Unido por ser demasiado difícil de manejar y otorgar demasiado poder al Parlamento y la de Francia por su tendencia hacia el despotismo. Las estructuras legales del Imperio alemán, particularmente del Reino de Prusia demostraron ser de más interés a la misión constitucional de estudio.
También se rechazaron algunas nociones como impropias para Japón, que se derivaban de la práctica constitucional europea y la influencia del cristianismo. Se añadieron por lo tanto las referencias a la kokutai o la "política nacional" como la justificación de la autoridad del emperador.

### Promulgación

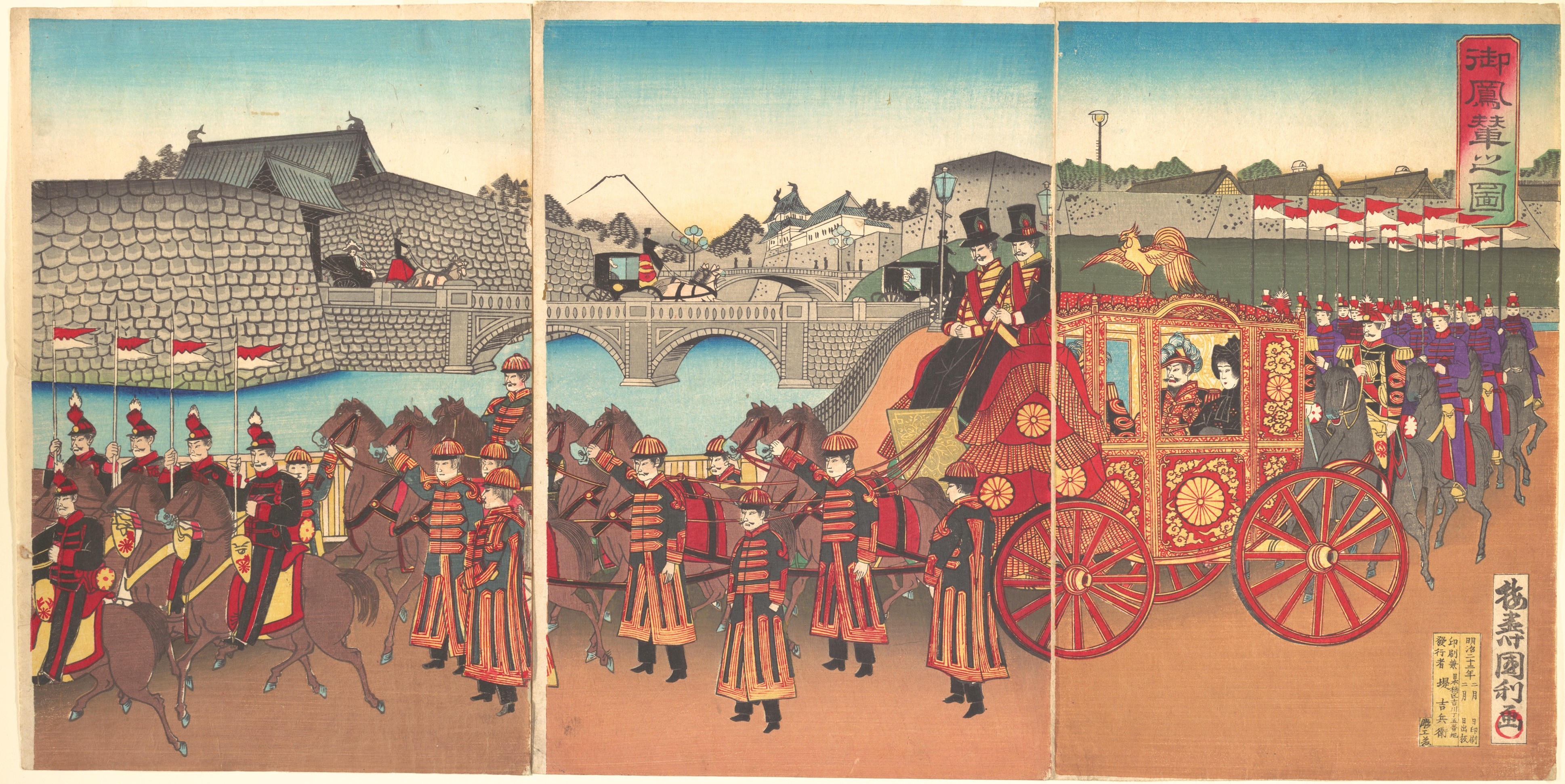
Cortejo imperial por las calles de Tokio tras haber promulgado la Constitución. Causó sorpresa y estupor la presencia de la emperatriz en el mismo carruaje que el emperador.

La Constitución fue promulgada el 11 de febrero de 1889 en una solemne ceremonia presidida por el emperador Mutsuhito (1867-1912). La fecha no había sido escogida al azar, pues ese día se conmemoraba desde 1873 la ascensión al trono del primer emperador japonés Jimmu en el año 660 a. C. De esta forma los dirigentes japoneses querían enlazar la modernidad japonesa con los orígenes más lejanos de la dinastía imperial.
La ceremonia se inició a las ocho de la mañana con un acto privado. A esa hora el emperador entró en el recinto del Triple Santuario —el lugar más sagrado del palacio imperial— para dirigirse a sus ancestros —todos ellos descendientes de la diosa del Sol Amaterasu— y anunciarles que iba a promulgar la nueva Constitución. A las 10h40 el emperador vestido con un uniforme militar a la occidental entró a los sones del himno nacional en la Gran Sala del Palacio Imperial seguido de la emperatriz. Allí estaban presentes el cuerpo diplomático, los asesores occidentales y toda la elite del país, con el gobierno al frente —solo faltaba el ministro de Educación Mori Arinori que después se supo que había sido apuñalado en su domicilio cuando se preparaba para acudir a la ceremonia; moriría al amanecer del día siguiente—. A continuación el ministro del Interior presentó el texto de la Constitución al emperador y este dio su conformidad remitiendo el texto al primer ministro. Terminada la ceremonia, que no duró más de diez minutos, se repartieron copias de la Constitución en japonés y en inglés a los participantes. A continuación el cortejo imperial recorrió Tokio, causando una gran sorpresa, y en algunos casos estupor, que el emperador fuera acompañado en su carroza por la emperatriz.

### Vigencia
La nueva Constitución entró en vigor el 29 de noviembre de 1890 y estuvo vigente hasta 1947.
En septiembre de 1945 el Imperio del Japón había sido privado de la soberanía como consecuencia de su derrota en la Segunda Guerra Mundial y la Constitución Meiji quedó suspendida. En 1947 fue reemplazada por la actual Constitución de Japón, que oficialmente era una enmienda a la Constitución anterior.

## Contenido

### Estructura
La Constitución Meiji consta de 76 artículos en siete capítulos:
- I. El emperador (artículos 1 al 17)

- II. Derechos y deberes de los sujetos (18-32)

- III. La dieta Imperial (33-54)

- IV. Los ministros de estado y el Consejo privado (55-56)

- V. La judicatura (57-61)

- VI. Finanzas (62-72)

- VII. Reglas suplementarias (73-76)

### Imperio y soberanía
A diferencia de la Constitución de Japón actual, la Meiji fue fundada en el principio de que la soberanía residía en la persona del emperador, en virtud de su ascendencia divina, "intacto para la edad eterna", en lugar del pueblo. El artículo 4 estipula que el "Emperador es la cabeza del Imperio, combinando en sí mismo los derechos de soberanía". El emperador, nominalmente por lo menos, unía dentro de sí mismo las tres poderes del Estado, aunque el legislativo (artículo 5) y el presupuesto (artículo 64) eran sometidos a "el consentimiento de la Dieta Imperial". Las leyes se promulgaban y la justicia se administrada por los tribunales "en nombre del emperador".
Las prerrogativas del emperador eran definidas de manera muy amplia, aunque cada decisión imperial debía contar con el refrendo de un ministro para que entrara en vigor. Sin embargo, en la práctica sucederá lo contrario: que será el emperador el que valide las decisiones de sus ministros.
El Emperador tenía derecho a ejercer la autoridad ejecutiva y a nombrar y destituir a todos los funcionarios del gobierno. El Emperador también tenía el derecho exclusivo de declarar la guerra, hacer la paz, concluir tratados, disolver la Cámara de Representantes y emitir ordenanzas imperiales en lugar de leyes, cuando la Dieta no estaba en sesión. Más importante aún, el mando sobre el Ejército y la Armada del Imperio estaba directamente en manos del Emperador, y no de la Dieta. La Constitución de Meiji preveía un gabinete formado por ministros de Estado que solo eran responsables ante el Emperador y el establecimiento de un Consejo Privado. No se menciona en la Constitución el genrō, un círculo íntimo de consejeros del Emperador, que ejercía una influencia considerable.

### Dieta imperial y gobierno
La Constitución de Meiji estableció una parlamento con dos Cámaras. La Cámara Alta, o Cámara de Pares, estaba formada por miembros de la Familia Imperial, nobleza hereditaria y otros miembros designados por el Emperador. La Cámara Baja, o Cámara de Representantes, era elegida por sufragio masculino directo, con calificaciones basadas en la cantidad de impuestos (15 yenes o más). Estas calificaciones se relajaron en 1900 y 1919. El sufragio masculino adulto universal fue introducido en 1925. La autoridad legislativa fue compartida con la Dieta, y tanto el Emperador como la Dieta tenían que ponerse de acuerdo para que una medida se convirtiera en ley. Por otro lado, se le dio a la Dieta la autoridad para iniciar legislación, aprobar todas las leyes y aprobar el presupuesto.
De esta manera, la Dieta tenía importantes poderes legislativos y presupuestarios, de los que hacía uso provocando, con ello crisis políticas; pero el gobierno era únicamente responsable ante el Emperador, que es quien lo nombra y quien lo cesa. No existía responsabilidad política de los ministros ante el Parlamento.

### Los derechos y deberes de los súbditos
- Deberes: La Constitución afirma el deber de los súbditos japoneses para defender la Constitución (preámbulo), pagar impuestos (artículo 21) y servir en las fuerzas armadas si eran reclutados.(artículo 20).

- Derechos: 
  - La libertad de movimiento (artículo 22).
  - Privacidad de la correspondencia (artículo 26).
  - Propiedad privada (artículo 27).
  - Libertad de expresión y libertad de asociación (artículo 29).
  - El derecho a "ser nombrado para oficinas públicas civiles o militares o cualquier otras igualmente" (artículo 19).
  - Debido proceso (artículo 23).
  - Derecho a juicio ante un juez (artículo 24).
  - Libertad de religión (garantizada por el artículo 28 "dentro de los límites no perjudiciales para la paz y el orden y no antagónicos a sus deberes como súbditos").
  - Derecho de petición (artículo 30).